# Xanthoparmelia dichotoma
Xanthoparmelia dichotoma är en lavart som först beskrevs av Johannes Müller Argoviensis, och fick sitt nu gällande namn av Hale. Xanthoparmelia dichotoma ingår i släktet Xanthoparmelia och familjen Parmeliaceae.   Inga underarter finns listade i Catalogue of Life.